# ستون‌نویس

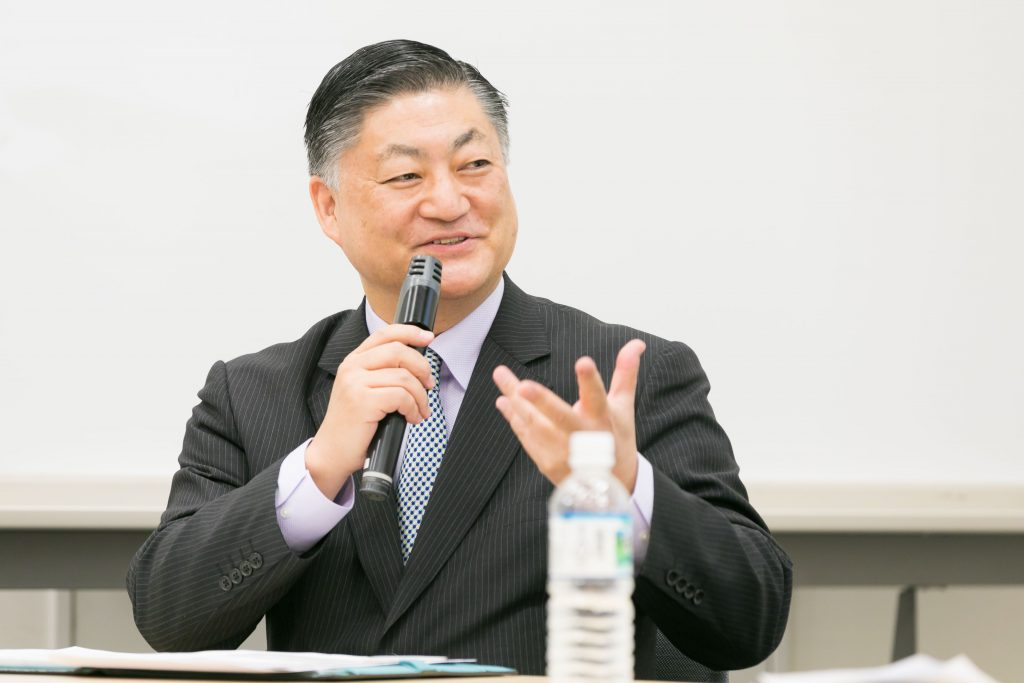
هیروشی یاماگوچی (2017)

ستون‌نویس (به انگلیسی: Columnist) به روزنامه‌نگاری گفته می‌شود که به‌طور مرتب در ستون مشخصی از وب‌سایت ها و سایر رسانه ها، به نوشتن مقالاتی می‌پردازد که منعکس‌کننده دیدگاه‌ها و تفاسیر شخصی او است. 
ستون‌ها نوشته‌هایی هستند که در سایت ها، روزنامه‌ها و مجلات و دیگر رسانه ها همچون وبلاگ‌ها عرضه می‌گردند. این نوشته‌ها معمولاً صورتی از یک نوشته کوتاه را دارند که دیدگاه شخصی نویسنده آن را دربارهٔ موضوعی خاص منعکس می‌کنند. در بعضی موارد، یک ستون توسط گروهی از نویسندگان نوشته می‌شود و سپس تحت عنوان یک نام مستعار یا یک نام شناخته‌شده عرضه می‌گردد. بعضی ستون‌نویس‌ها نوشته‌های خود را به‌طور روزانه یا هفتگی انتشار می‌دهند و بعداً آن‌ها را تحت عنوان یک مجموعه کتاب بازنشر می‌کنند. 